# Lutjanus ophuysenii
Lutjanus ophuysenii es una especie de peces de la familia Lutjanidae en el orden de los Perciformes.

## Morfología
• Los machos pueden llegar alcanzar los 15,5 cm de longitud total.

## Hábitat
Es un pez de mar de clima tropical.

## Distribución geográfica
Se encuentra al sur del Japón (a excepción de las Islas Ryukyu), el sur de Corea, la China y desde la costa oeste de Taiwán hasta a Hong Kong.